# Lord Baden Powell (Schiff)
Die Lord Baden Powell (auch Täggelibock) ist ein Schiff der Schweizer Pfadfinderbewegung auf dem Brienzersee. Eigner ist der Verein Roverschiff Lord Baden Powell.

## Geschichte
Das 1909 gebaute Schiff wurde bis 1959 unter dem Namen Adler auf dem Brienzersee als Ledischiff für Lasten aller Art verwendet, beispielsweise für Kiestransporte und zum Flössen von Holz. Im Jahre 1946 brannte das Schiff aus, danach wurde ein neuer Zweizylinder-Benz-Dieselmotor aus dem Jahr 1926 eingebaut.
Nach der Betriebsaufgabe wegen Unrentabilität sank es 1963 im Hafen von Bönigen. Im Herbst desselben Jahres kaufte die Pfadiabteilung Unspunne aus Interlaken das Schiff für 300 Franken, barg es und überführte es zum heutigen Liegeplatz Sendli bei Interlaken. Dort wurde das Schiff von den Pfadfindern instand gesetzt. Am 25. August 1968 wurde es von Freddy Quinn auf den Namen Lord Baden Powell getauft. 40 Journalisten aus der Schweiz und Deutschland berichteten über das Ereignis, auch das Schweizer Fernsehen sendete einen Bericht. An diesem Tag war «der Täggelibock das schweizweit berühmteste Schiff auf dem Brienzersee.» Die Schweizer Illustrierte titelte: «Täggelibock ahoi!»
Heute verkehrt es als «schweizerisches Roverschiff» auf dem Brienzersee. Den Namen Täggelibock (hochdeutsch etwa Tucker-Bock) erhielt das Schiff wegen des niedertourigen Laufgeräusches (400/min) seines Motors.

## Trivia
Im Modell Boot Club Thun (MBCT) wurde ein Modell des Schiffes im Massstab: 1:50 gebaut.